# 小行星8139
小行星8139（英語：8139 Paulabell）是一颗围绕太阳公转的小行星。1980年10月31日，舒爾特·巴斯在帕洛马山发现了此天体。
这颗小行星的绝对星等为174.747327719336等。